# Hit poletja (film)
Hit poletja je slovenski dramski film leta 2008 v režiji Metoda Pevca po scenariju Ferija Lainščka, ki je kasneje izdal istoimenski roman. Film je prejel vesno na Festivalu slovenskega filma za scenarij (Pevec, Lainšček) in moško stransko vlogo (Bojan Emeršič).

## Igralci
- Jožica Avbelj kot učiteljica petja
- Primož Bezjak kot Matjaž
- Katarina Čas kot gostiteljica pogovorne oddaje
- Boris Cavazza kot Kobal
- Silva Čušin kot Tinina mati
- Bojan Emeršič kot Maksi
- Ula Furlan kot Tina
- Severa Gjurin kot Tina (glas)
- Kristijan Guček kot Vinko
- Danilo Ivanuša kot Fredi
- Vlado Kreslin
- Andrej Nahtigal
- Vlado Novak kot Tinin oče
- Tadej Toš kot skladatelj
- Dario Varga kot Edi